# District d'Amboasary Sud
Amboasary Sud ou Amboasary-Atsimo est l'un des districts de la région d'Anosy, situé dans le Sud-Est de Madagascar.